# Lille villamosvonal-hálózata
Lille villamosvonal-hálózata (francia nyelven: Tramway de Lille)  egy két vonalból álló 22 km-es villamoshálózat Franciaországban, Lillében. Ismert még mint Mongy, Alfred Mongy mérnök neve után, aki a jelenlegi két vonalból álló hálózatot kialakította.
A villamos nyomtávolsága 1000 mm, az áramelátás felsővezetékről történik, a vontatási feszültség 750 V egyenáram. A 22 km-es hálózaton összesen 36 megálló található.

## Története
Lillében az első lóvasút 1874-ben indult meg. A lovakat 1900-ban váltotta fel a villamos vontatás.

## Képek

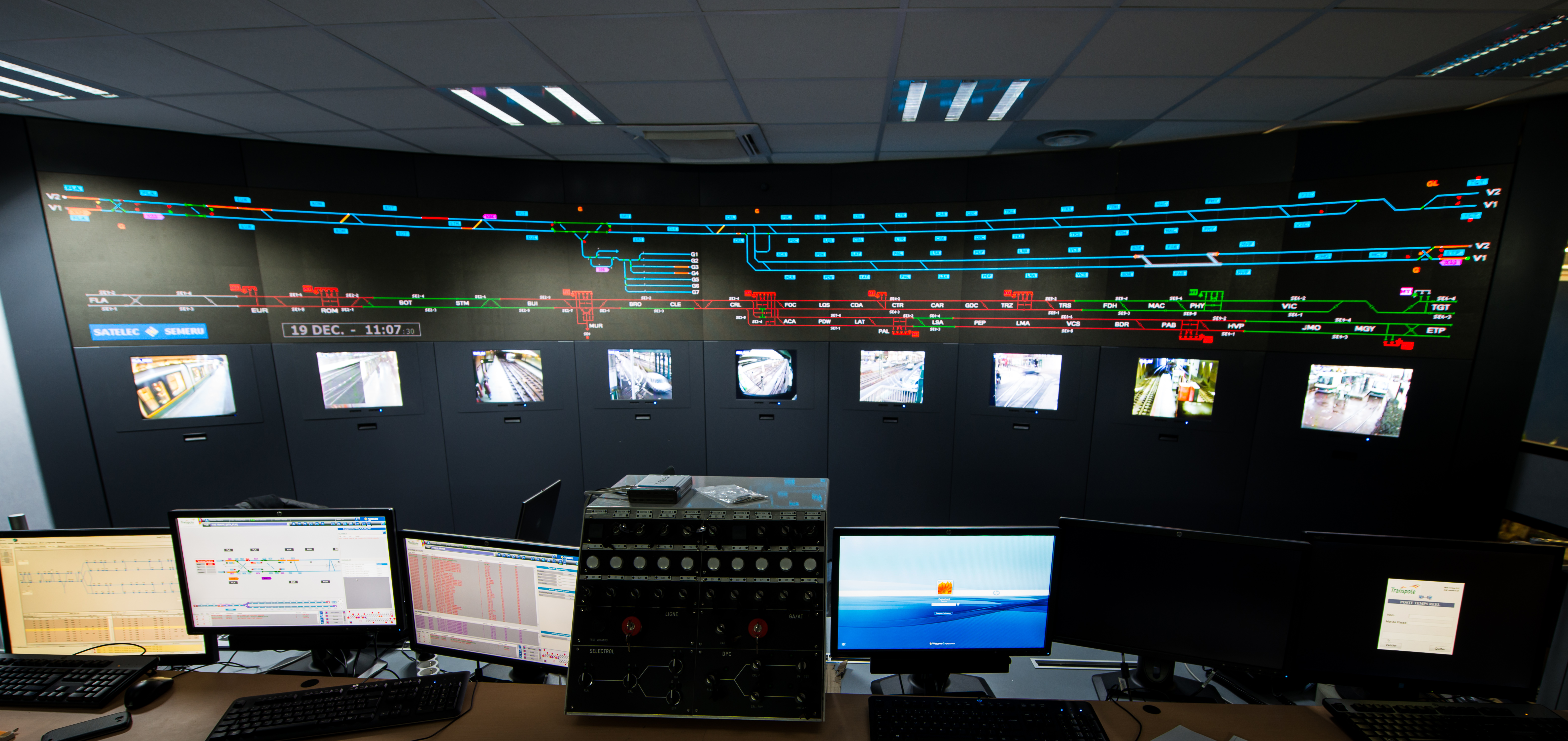
Irányítóterem
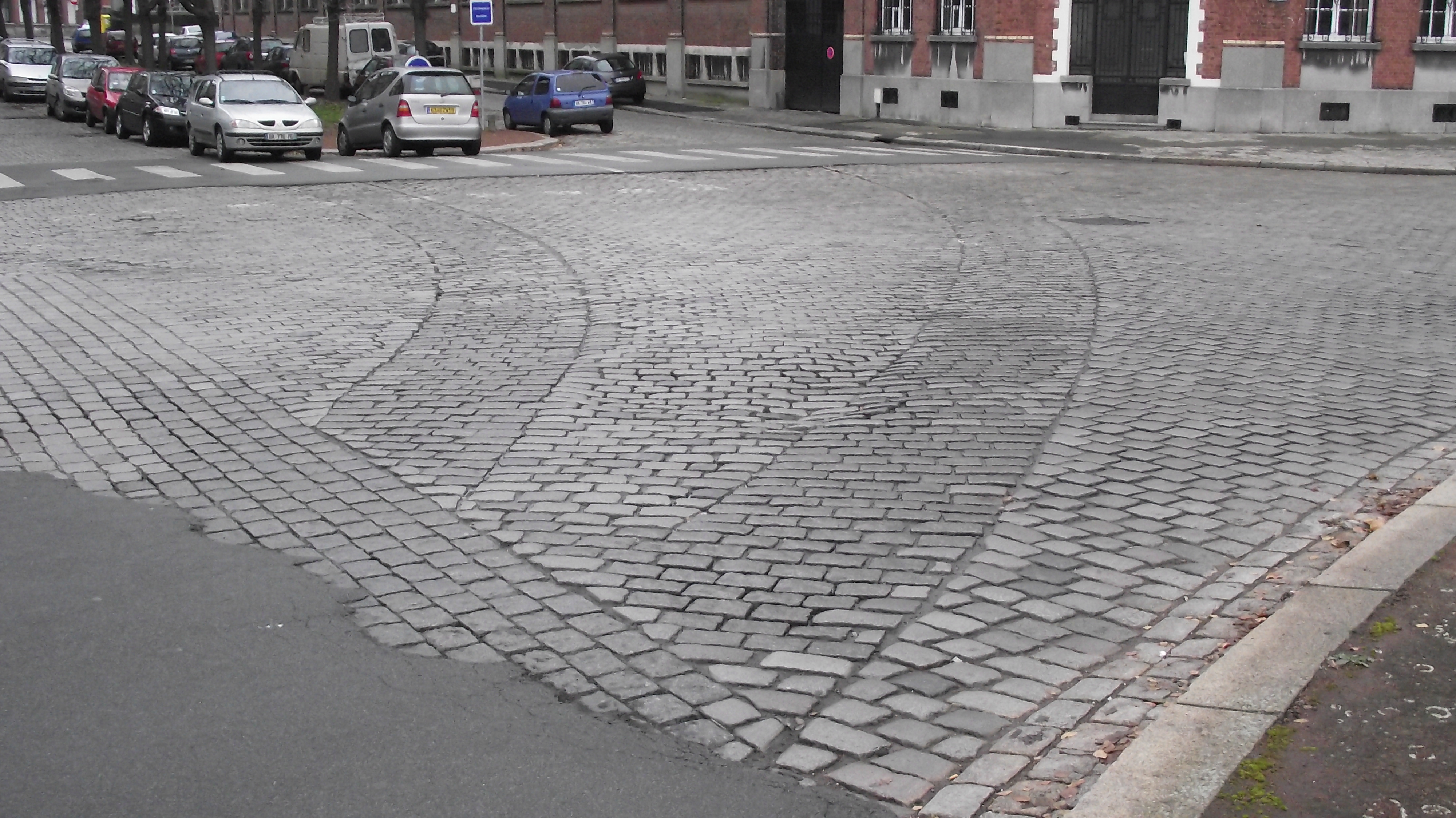
Az egykori villamosvágányok helye
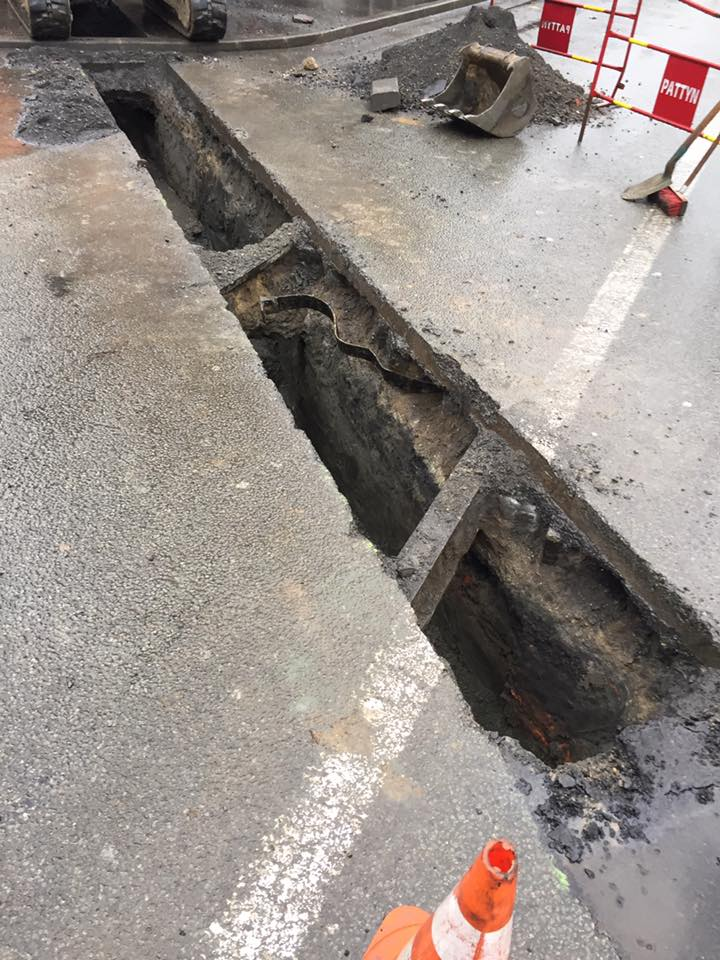
Leaszfaltozott villamossínek
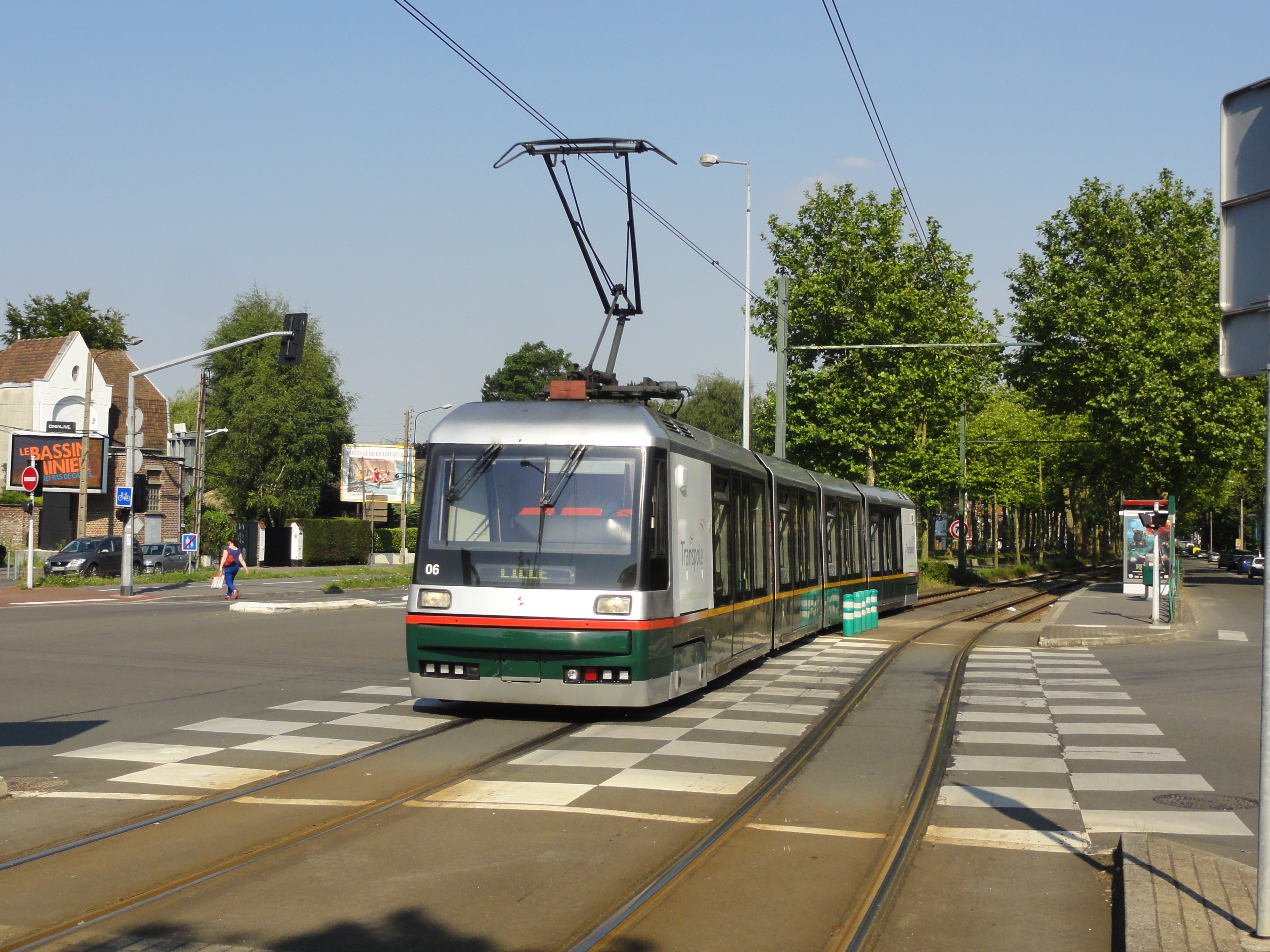
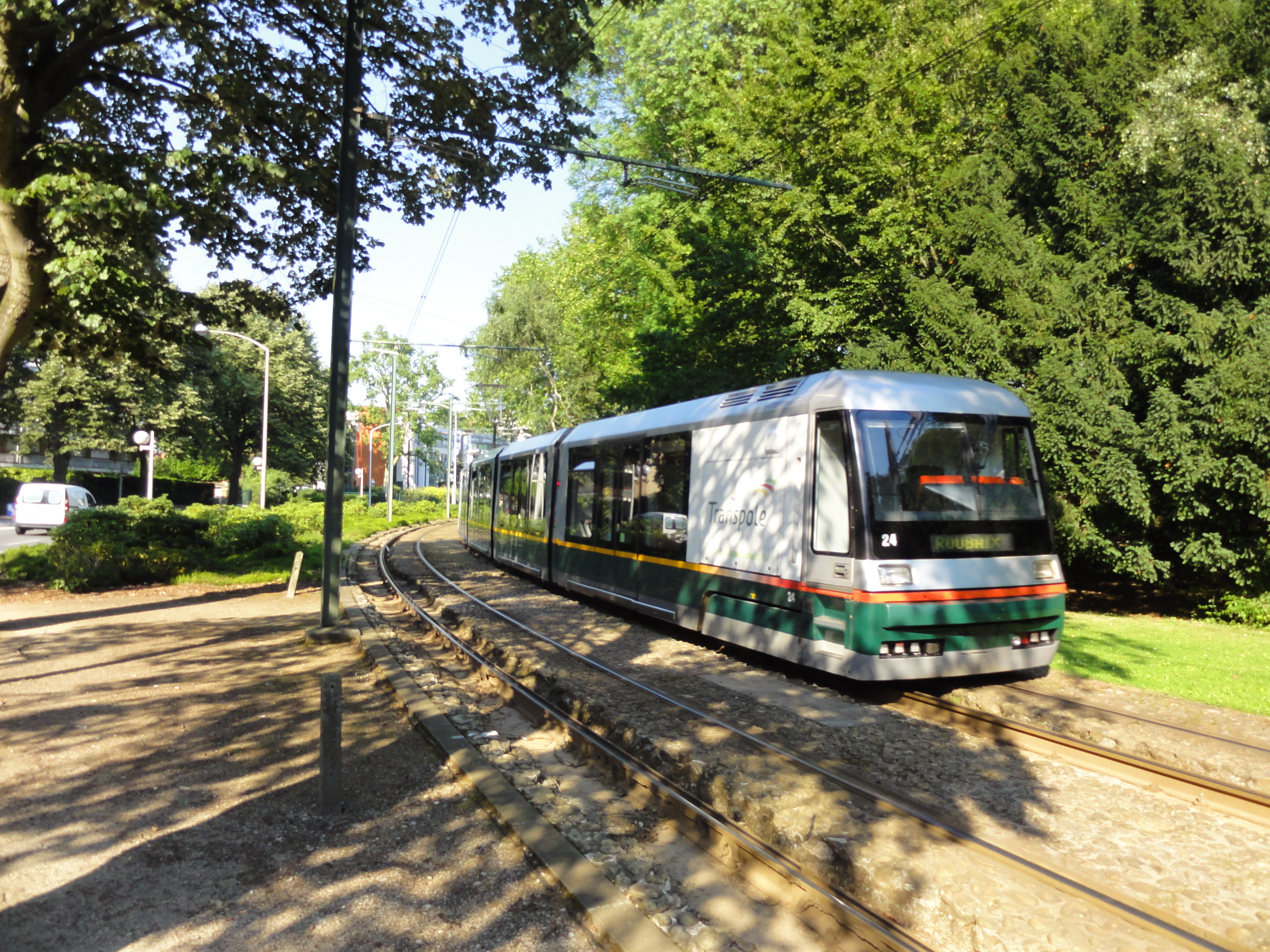
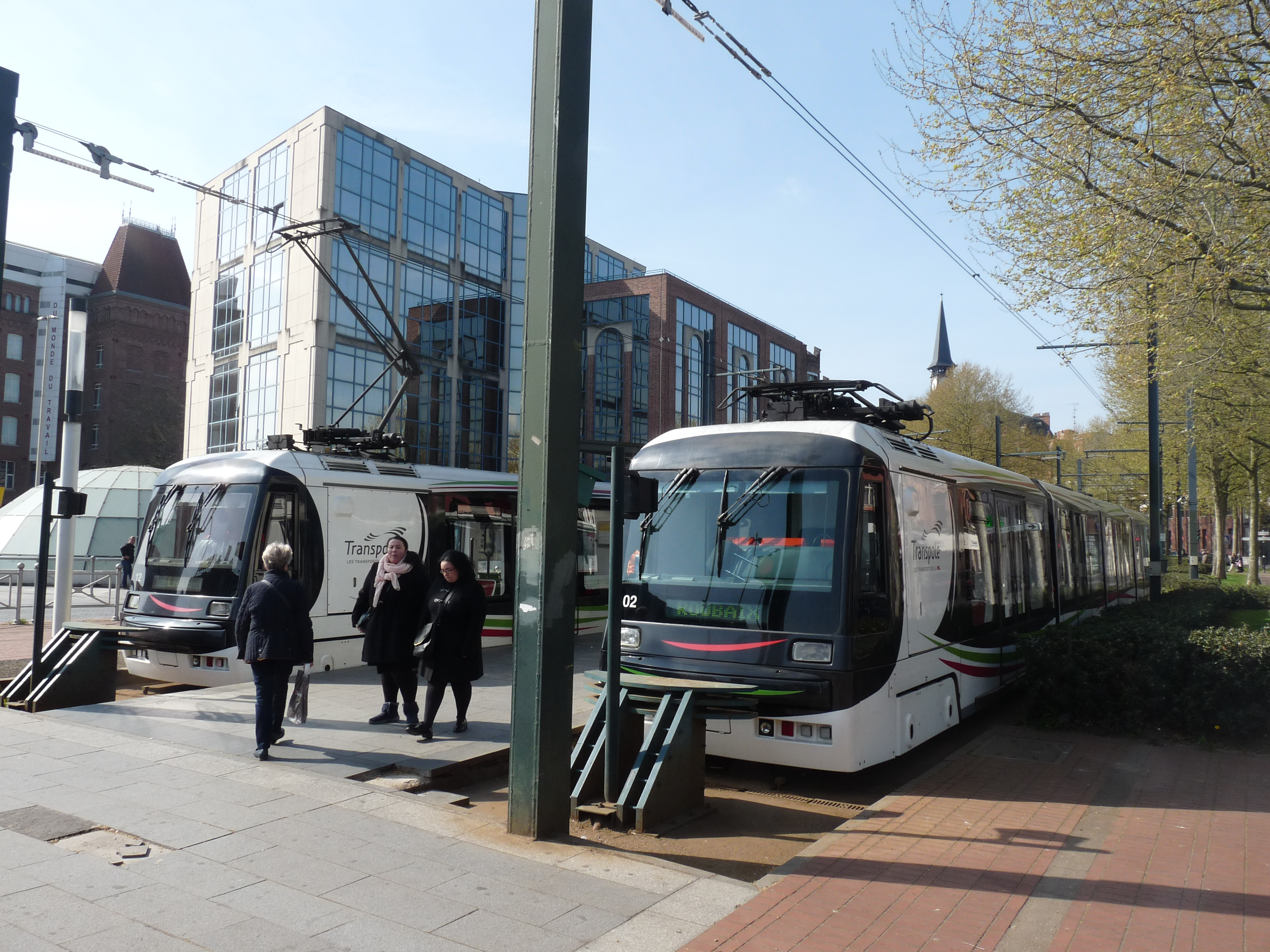
A villamos végállomása
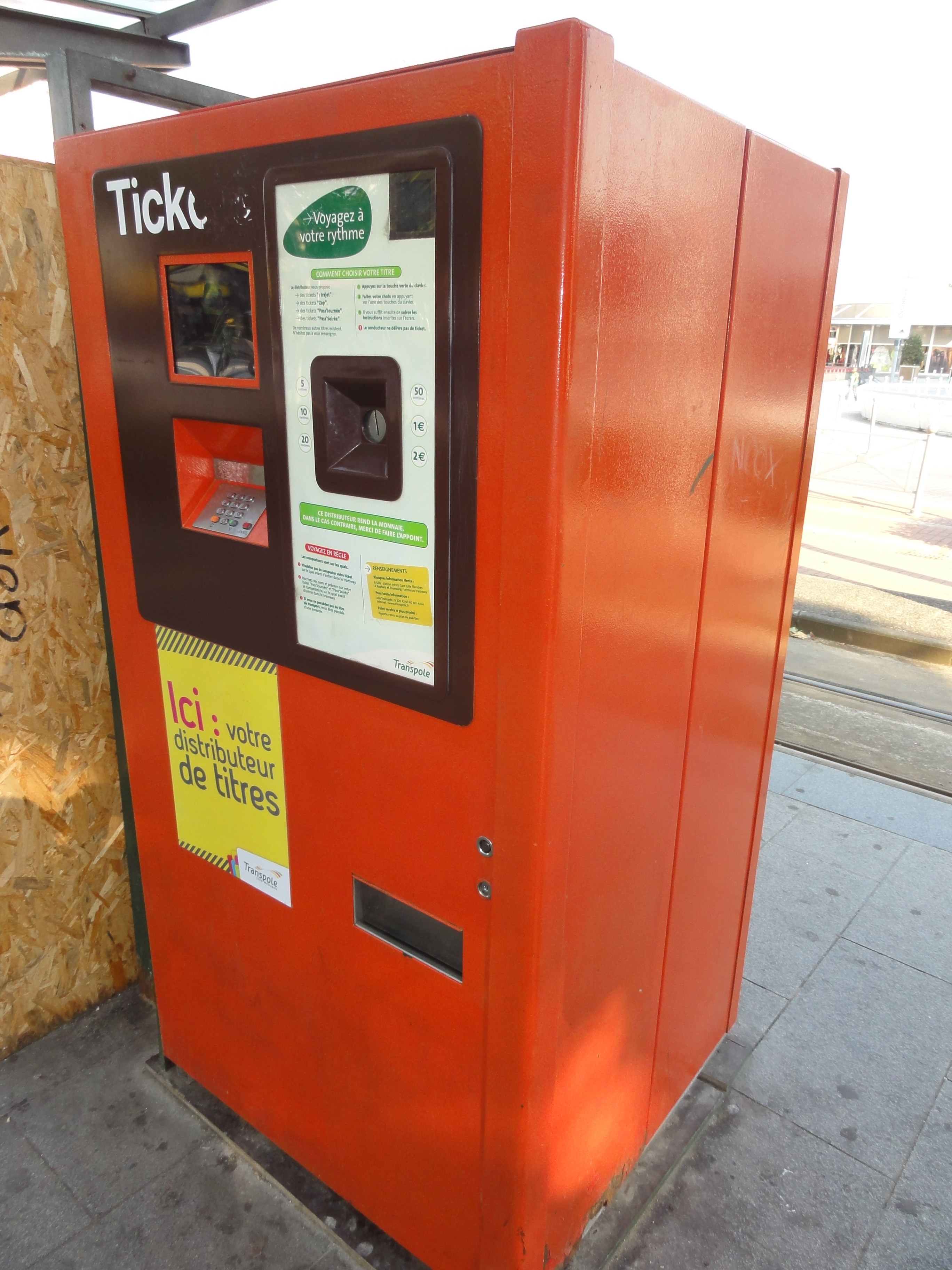
Jegykiadó automata